# Terrore e miseria del Terzo Reich
Terrore e miseria del terzo Reich è un lavoro per il teatro di Bertolt Brecht.
Si tratta di un insieme di scene drammatiche (ventiquattro in tutto), precedute da un'introduzione in versi. L'opera è stata scritta tra il 1935 ed il 1938 e vuole essere un tentativo di offrire - attraverso lo sguardo disincantato di vittime e carnefici - uno spaccato della terribile quotidianità della dittatura del nazismo operata sotto il Terzo Reich.
Nella violenza esasperata delle scene affiora, a tratti, qualche spiraglio della visione poetica tipica di questo autore.
| Controllo di autorità | GND (DE) 4514781-4 |